# Sessinia brookesi
Sessinia brookesi is een keversoort uit de familie schijnboktorren (Oedemeridae). De wetenschappelijke naam van de soort is voor het eerst geldig gepubliceerd in 1917 door Broun.